# Jan Ludvig
Jan Ludvig, född 17 september 1961, är en tjeckisk före detta professionell ishockeyforward som tillbringade sju säsonger i den nordamerikanska ishockeyligan National Hockey League (NHL), där han spelade för New Jersey Devils och Buffalo Sabres. Han producerade 141 poäng (54 mål och 87 assists) samt drog på sig 418 utvisningsminuter på 314 grundspelsmatcher.
Ludvig spelade också för TJ CHZ ČSSP Litvínov i Extraliga; Maine Mariners i American Hockey League (AHL); HC Bílí Tygři Liberec i 1. česká hokejová liga (1.chl); Wichita Wind i Central Hockey League (CHL) samt Kamloops Junior Oilers i Western Hockey League (WHL).
Han blev aldrig NHL-draftad.
Efter spelarkarriären har han varit bland annat talangscout för New Jersey Devils, HC Bílí Tygři Liberec och Boston Bruins. När han var det i HC Bílí Tygři Liberec så var Ludvig också utvecklingstränare för ishockeylaget.
Ludvig är far till John Ludvig.

## Statistik
| Källa: Utv = Utvisningsminuter | Källa: Utv = Utvisningsminuter | Källa: Utv = Utvisningsminuter |             | Grundserie  | Grundserie  | Grundserie  | Grundserie  | Grundserie  |             | Slutspel    | Slutspel    | Slutspel    | Slutspel    | Slutspel    |
| Säsong                         | Lag                            | Liga                           | Matcher     | Mål         | Assist      | Poäng       | Utv         | Matcher     | Mål         | Assist      | Poäng       | Utv         |             |             |
| ------------------------------ | ------------------------------ | ------------------------------ | ----------- | ----------- | ----------- | ----------- | ----------- | ----------- | ----------- | ----------- | ----------- | ----------- | ----------- | ----------- |
| 1980–1981                      | TJ CHZ ČSSP Litvínov           | Extraliga                      | 3           | 0           | 0           | 0           | 0           | —           | —           | —           | —           | —           |             |             |
| 1981–1982                      | St. Albert Saints              | AJHL                           | 4           | 2           | 4           | 6           | 20          | —           | —           | —           | —           | —           |             |             |
|                                | Kamloops Junior Oilers         | WHL                            | 37          | 31          | 34          | 65          | 36          | 4           | 2           | 0           | 2           | 7           |             |             |
|                                | Wichita Wind                   | CHL                            | —           | —           | —           | —           | —           | 3           | 2           | 0           | 2           | 0           |             |             |
| 1982–1983                      | New Jersey Devils              | NHL                            | 51          | 7           | 10          | 17          | 30          | —           | —           | —           | —           | —           |             |             |
|                                | Wichita Wind                   | CHL                            | 9           | 3           | 0           | 3           | 19          | —           | —           | —           | —           | —           |             |             |
| 1983–1984                      | New Jersey Devils              | NHL                            | 74          | 22          | 32          | 54          | 70          | —           | —           | —           | —           | —           |             |             |
| 1984–1985                      | New Jersey Devils              | NHL                            | 74          | 12          | 19          | 31          | 53          | —           | —           | —           | —           | —           |             |             |
| 1985–1986                      | New Jersey Devils              | NHL                            | 42          | 5           | 9           | 14          | 63          | —           | —           | —           | —           | —           |             |             |
| 1986–1987                      | New Jersey Devils              | NHL                            | 47          | 7           | 9           | 16          | 98          | —           | —           | —           | —           | —           |             |             |
|                                | Maine Mariners                 | AHL                            | 14          | 6           | 4           | 10          | 46          | —           | —           | —           | —           | —           |             |             |
| 1987–1988                      | Buffalo Sabres                 | NHL                            | 13          | 1           | 6           | 7           | 65          | —           | —           | —           | —           | —           |             |             |
| 1988–1989                      | Buffalo Sabres                 | NHL                            | 13          | 0           | 2           | 2           | 39          | —           | —           | —           | —           | —           |             |             |
| 1989–2001                      | Spelade ej.                    | Spelade ej.                    | Spelade ej. | Spelade ej. | Spelade ej. | Spelade ej. | Spelade ej. | Spelade ej. | Spelade ej. | Spelade ej. | Spelade ej. | Spelade ej. | Spelade ej. | Spelade ej. |
| 2001–2002                      | HC Bílí Tygři Liberec          | 1.chl                          | 6           | 0           | 1           | 1           | 29          | —           | —           | —           | —           | —           |             |             |
| NHL totalt                     | NHL totalt                     | NHL totalt                     | 314         | 54          | 87          | 141         | 418         | —           | —           | —           | —           | —           |             |             |
| CHL totalt                     | CHL totalt                     | CHL totalt                     | 9           | 3           | 0           | 3           | 19          | 3           | 2           | 0           | 2           | 0           |             |             |

### Internationellt
| Källa:        | Källa:          | Källa:        |         | Utv = Utvisningsminuter | Utv = Utvisningsminuter | Utv = Utvisningsminuter | Utv = Utvisningsminuter | Utv = Utvisningsminuter |
| År            | Lag             | Mästerskap    | Matcher | Mål                     | Assists                 | Poäng                   | Utv                     |                         |
| ------------- | --------------- | ------------- | ------- | ----------------------- | ----------------------- | ----------------------- | ----------------------- | ----------------------- |
| 1979          | Tjeckoslovakien | JEM           | 5       | 5                       | 0                       | 5                       | 8                       |                         |
| Junior totalt | Junior totalt   | Junior totalt | 5       | 5                       | 0                       | 5                       | 8                       |                         |